# Günter Fleischhauer

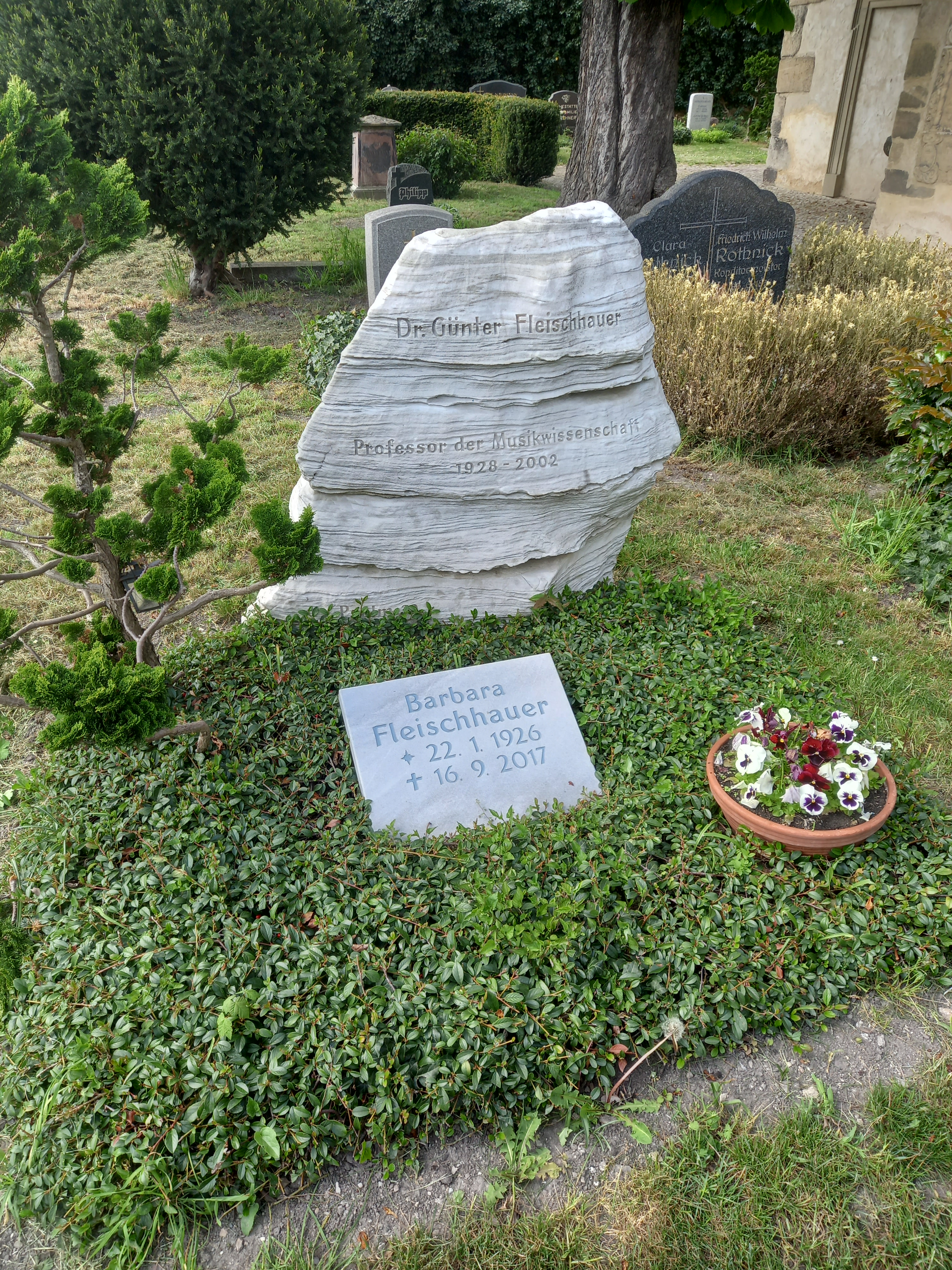
Das Grab von Günter Fleischhauer und seiner Ehefrau Barbara auf dem evangelischen Laurentiusfriedhof in Halle

Günter Fleischhauer (* 8. Juli 1928 in Magdeburg; † 12. Februar 2002) war ein deutscher Musikwissenschaftler.

## Leben
Fleischhauer besuchte die Berthold-Otto-Schule in Magdeburg. Von 1947 bis 1952 studierte er klassische Philologie bei Erich Reitzenstein, Musikerziehung bei Fritz Reuter und Musikwissenschaften bei Max Schneider an der Martin-Luther-Universität Halle-Wittenberg. 1952 wurde er wissenschaftlicher Assistent am dortigen Institut für Musikerziehung. Von 1955 bis 1958 hatte er einen Lehrauftrag für Generalbass- und Partiturspiel inne. 1960 wurde er mit der Dissertation Die Musikergenossenschaften im hellenistischrömischen Altertum. Beiträge zum Musikleben der Römer zum Dr. phil. promoviert. 1962 wurde er Dozent für Musikgeschichte am Institut für Musikwissenschaft. Nach der Hochschulreform erfolgte 1969 seine Rückstufung zum Lektor. 1979 legte er die Dissertation B Methodologische Probleme der Musikhistoriographie, dargestellt an zwei ausgewählten Beispielen, die Musikkulturen der Etrusker und der Römer und die Telemann-Forschung vor. 1980 erhielt er eine Dozentur. Nach seiner Rehabilitation 1990 wurde er außerordentlicher und 1992 ordentlicher Professor für Musikwissenschaften. 1994/94 leitete er das Institut für Musikwissenschaft. Er forschte zur Musik des Altertums und zur Barockmusik, insbesondere zu Georg Philipp Telemann und Georg Friedrich Händel.
1961 initiierte er die Telemann-Sonntagsmusiken, 1962 die Magdeburger Telemann-Festtage und 1974 die Wissenschaftlichen Arbeitstagungen zur Aufführungspraxis und Interpretation der Musik des 17./18. Jahrhunderts im Kloster Michaelstein in Blankenburg (Harz) mit. 1962 wurde er Leitungsmitglied des Magdeburger Arbeitskreises „Georg Philipp Telemann“ im Kulturbund der DDR sowie Sektionsleiter Musikwissenschaft im Bezirksverband Halle-Magdeburg im Verband der Komponisten und Musikwissenschaftler der DDR. Fleischauer war Redaktionsmitglied der Magdeburger Telemann-Studien, der Telemann-Konferenzberichte, der Michaelsteiner Konferenzberichte und der Michaelsteiner Forschungsbeiträge. Von 1972 bis 1998 war er Mitglied des Wissenschaftlichen Beirats am Institut für Aufführungspraxis Michaelstein. Ab 1991 war er Vorstandsmitglied der internationalen Georg-Friedrich-Händel-Gesellschaft.
Bücher und Musikalien Fleischhauers werden im Zentrum für Telemann-Pflege und -Forschung Magdeburg verwahrt.

## Auszeichnungen
- 1991: Georg-Philipp-Telemann-Preis der Landeshauptstadt Magdeburg[2]
- 1998: Telemann-Pokal des Telemann-Arbeitskreises[3]

## Schriften (Auswahl)
- Etrurien und Rom (= Musikgeschichte in Bildern, Band 2). VEB Deutscher Verlag für Musik, Leipzig 1964, 1978 (2. Auflage).
- Annotationen zu Georg Philipp Telemann. Ausgewählte Schriften (= Magdeburger Telemann-Studien. 19). Hrsg. von Carsten Lange. Olms, Hildesheim u. a. 2007, ISBN 978-3-487-13399-7.